# Хуан Домінго Перон
Хуа́н Домі́нго Перо́н Со́са (ісп. Juan Domingo Perón Sosa; 8 жовтня 1895, Лобос, провінція Буенос-Айрес, Аргентина — 1 липня 1974, Олівос, провінція Буенос-Айрес, Аргентина) — аргентинський державний та політичний діяч, що тричі був обраний президентом Аргентини і обіймав посаду в періоди 1946—1955 та 1973—1974 років. Професійний військовий, генерал.

## Життєпис
У 1936–1937 роках він був військовим аташе в Чилі.
У 1941–1943 роках був одним із керівників так званої «Групи об'єднаних офіцерів» в Аргентині, яка в червні 1943 року здійснила державний переворот. У 1943—1944 роках обіймав посаду міністра праці, в 1944 році — військового міністра, з липня 1944 року — віцепрезидента та військового міністра одночасно.
Поклав початок політиці поєднання націоналізму та соціалізму, виступив під гаслом «За велику Аргентину», яка пізніше за його іменем отримала назву перонізму. Цей рух позиціонувався як третій шлях розвитку для країни, альтернатива вибору між капіталізмом і соціалізмом, рух за соціальну справедливість, який поєднував риси багатьох політичних течій.
У 1946—1955 роках обіймав посаду президента республіки. У 1947 році створив Пероністську партію (з 1958 року називається Хустісіалістська). В умовах задовільної економічної кон'юнктури, яка склалась в Аргентині під час Другої Світової війни та в післявоєнні роки, аргентинська економіка розвивалася дуже успішно, особливо в області зовнішньої торгівлі, що піднімало популярність Перона, який також, з метою досягнення «класового миру», зробив низку поступок народним масам (зокрема, була піднята заробітна платня деяким категоріям працівників).
Уряд Перона націоналізував низку підприємств інфраструктури. В області зовнішньої політики проводив самостійний курс, використовуючи міжімперіалістичні протиріччя. Однак зробив низку серйозних поступок британським монополіям, що викликало недовіру з боку США. З кінця 1940-их років уряд Перона здійснював репресії політичних опонентів. У вересні 1955 року Перон був скинутий. З 1955 року перебував в еміграції.
У червні 1973 року Перон повернувся на батьківщину з Іспанії. У вересні 1973 року знову обраний президентом, на посаду вступив 12 жовтня. Здійснив низку заходів по обмеженню впливу іноземного капіталу і захисту природних багатств Аргентини, в області зовнішньої політики дотримувався курсу, спрямованого на встановлення рівноправних та взаємовигідних відносин з усіма державами світу, незалежно від їхнього державного ладу.
Перон і його друга дружина Евіта були надзвичайно популярні серед значної частини аргентинського населення і все ще вважаються видатними фігурами серед послідовників пероністів. Послідовники Перона позитивно оцінюють його зусилля по знищенню бідності і покращенню стану робітничого класу, тоді як його супротивники розглядають його як популіста і диктатора, проводячи паралелі між перонізмом і фашизмом.